# Ноидский метрополитен
Ноидский метрополитен (хинди नोएडा मेट्रो Nōēḍā Meṭro) — скоростная транспортная система городов Ноида и Большая Ноида в штате Уттар-Прадеш. Управляется и эксплуатируется государственной компанией Delhi Metro Rail Corporation Limited (DMRC) и Noida Metro Rail Corporation (NMRC). Первая линия «Ноида Сектор 51» — «Депо» с 21 станцией длиной 29,7 км открыта 25 января 2019 года. 9 марта 2019 года на станции «Ноида Сектор 51» открылась пересадка на станцию «Ноида Сектор 52» Синей линии Делийского метрополитена через пешеходный мост длиной порядка 200 метров.

## История
Проект строительства метрополитена Ноиды и Большой Ноиды был одобрен правительством штата Уттар-Прадеш в октябре 2014 года. Общая стоимость проекта составила 50,64 млрд рупий. Строительство первой линии началось в мае 2015 года и завершилось в ноябре 2018 года.
25 января 2019 года состоялось торжественное открытие Ноидского метрополитена с участием главного министра штата Уттар-Прадеш Йоги Адитьянатха. В течение первого года DMRC, управляющая Делийским метрополитеном, будет эксплуатантом метрополитена Ноиды совместно с NMRC.

## Линия
Метрополитен состоит из одной линии длиной 29,7 км. На схемах обозначается сине-зелёным цветом. Её обслуживает единственное электродепо, построенное у конечной станции «Депо». На линии расположена 21 станция — 14 в Ноиде и 7 в Большой Ноиде.
| Линии | Станции                | Год открытия | Год открытия последней станции | Длина, км | Количество станций |
| ----- | ---------------------- | ------------ | ------------------------------ | --------- | ------------------ |
| Аква  | Ноида Сектор 51 — Депо | 2019         | —                              | 29,7      | 21                 |